# María Teresa Torró Flor
Dit is een Spaanse naam; Torró is de vadernaam en Flor is de moedernaam.
María Teresa Torró Flor (Villena, 2 mei 1992) is een voormalig tennisspeelster uit Spanje. Zij begon op zevenjarige leeftijd met tennis. Haar favoriete ondergrond is gravel.

## Loopbaan
In 2006 speelde Torró Flor haar eerste ITF-toernooi in Sevilla, Spanje. In 2008 won zij haar eerste ITF-toernooi, in Benicarló (Spanje). In de maanden juni en juli 2012 won zij vijf ITF-titels op rij: Zlín (Tsjechië), Craiova (Roemenië), Rome (Italië), Boekarest (Roemenië) en Olomouc (Tsjechië), een reeks van dertig wedstrijden ongeslagen. Daartussendoor werd ze begin juli 2012 kampioen van Spanje, zowel in het enkelspel als in het dubbelspel samen met Lara Arruabarrena.
Begin 2013 veroverde zij haar eerste WTA-titel, door samen met haar landgenote Garbiñe Muguruza het damesdubbelspeltoernooi van Hobart te winnen. Aansluitend nam zij voor het eerst deel aan een grandslamtoernooi, op het Australian Open – zij kwam niet voorbij de eerste ronde.
In april 2014 won Torró Flor haar eerste WTA-enkelspeltitel, op het WTA-toernooi van Marrakesh. Daarmee betrad zij de top 50 van de WTA-ranglijst.
In mei 2018 beëindigde zij haar actieve carrière. Op het ITF-circuit had zij toen achttien titels in het enkelspel gewonnen, en vijf in het dubbelspel. Op de WTA-tour won zij één enkelspeltitel en drie dubbelspeltitels.

## Posities op deWTA-ranglijst
Positie per einde seizoen:
| jaar | rang enkelspel | rang dubbelspel |
| ---- | -------------- | --------------- |
| 2008 | 1017           | –               |
| 2009 | 517            | –               |
| 2010 | 258            | 426             |
| 2011 | 459            | –               |
| 2012 | 99             | 857             |
| 2013 | 65             | 155             |
| 2014 | 89             | 98              |
| 2015 | 127            | 65              |
| 2016 | 462            | 751             |
| 2017 | 210            | 311             |
| 2018 | 805            | 1156            |

## Resultaten grandslamtoernooien
| Legenda | Legenda                          |
| ------- | -------------------------------- |
| g.t.    | geen toernooi gehouden           |
| l.c.    | lagere categorie                 |
| –       | niet deelgenomen                 |
| G       | uitgeschakeld in de groepsfase   |
| 1R      | uitgeschakeld in de eerste ronde |
| 2R      | uitgeschakeld in de tweede ronde |
| 3R      | uitgeschakeld in de derde ronde  |
| 4R      | uitgeschakeld in de vierde ronde |
| KF      | uitgeschakeld in de kwartfinale  |
| HF      | uitgeschakeld in de halve finale |
| F       | de finale verloren               |
| W       | het toernooi gewonnen            |
| w-v     | winst/verlies-balans             |

### Enkelspel
| Toernooi        | 2013 | 2014 | 2015 |
| --------------- | ---- | ---- | ---- |
| Australian Open | 1R   | –    | 1R   |
| Roland Garros   | 2R   | 3R   | 1R   |
| Wimbledon       | 2R   | 1R   | –    |
| US Open         | 2R   | –    | –    |

### Vrouwendubbelspel
| Toernooi        | 2013 | 2014 | 2015 | 2016 |
| --------------- | ---- | ---- | ---- | ---- |
| Australian Open | –    | –    | 3R   | 1R   |
| Roland Garros   | 1R   | 2R   | 1R   | –    |
| Wimbledon       | 1R   | 1R   | –    | –    |
| US Open         | –    | 1R   | 1R   | –    |

## Palmares
| Legenda                 |
| ----------------------- |
| Grandslamtoernooi       |
| Olympische Spelen       |
| Year-End Championships  |
| Premier Mandatory       |
| Premier Five / WTA 1000 |
| Premier / WTA 500       |
| International / WTA 250 |
| Challenger / WTA 125    |

### WTA-finaleplaatsen enkelspel
| nr.              | finale     | toernooi      | ondergrond | tegenstandster | score         |         |
| ---------------- | ---------- | ------------- | ---------- | -------------- | ------------- | ------- |
| gewonnen finales |            |               |            |                |               |         |
| 1.               | 2014-04-27 | WTA Marrakesh | gravel     | Romina Oprandi | 6-3, 3-6, 6-3 | details |

### WTA-finaleplaatsen vrouwendubbelspel
| nr.              | finale     | toernooi        | ondergrond | partner                  | tegenstandsters                     | score             |         |
| ---------------- | ---------- | --------------- | ---------- | ------------------------ | ----------------------------------- | ----------------- | ------- |
| gewonnen finales |            |                 |            |                          |                                     |                   |         |
| 1.               | 2013-01-12 | WTA Hobart      | hardcourt  | Garbiñe Muguruza         | Tímea Babos Mandy Minella           | 6-3, 7-6          | details |
| 2.               | 2014-07-20 | WTA Båstad      | gravel     | Andreja Klepač           | Jocelyn Rae Anna Smith              | 6-1, 6-1          | details |
| 3.               | 2015-02-28 | WTA Acapulco    | hardcourt  | Lara Arruabarrena Vecino | Andrea Hlaváčková Lucie Hradecká    | 7-6, 5-7, [13-11] | details |
| verloren finales |            |                 |            |                          |                                     |                   |         |
| 1.               | 2014-07-13 | WTA Bad Gastein | gravel     | Andreja Klepač           | Karolína Plíšková Kristýna Plíšková | 6-4, 3-6, [6-10]  | details |